# بني سمينة (عبس)

تعديل مصدري - تعديل

بني سمينة هي إحدى قرى عزلة البتارية بمديرية عبس التابعة لمحافظة حجة، بلغ تعداد سكانها 767 نسمة حسب تعداد اليمن لعام 2004.